# Erdeifenyő-olaj

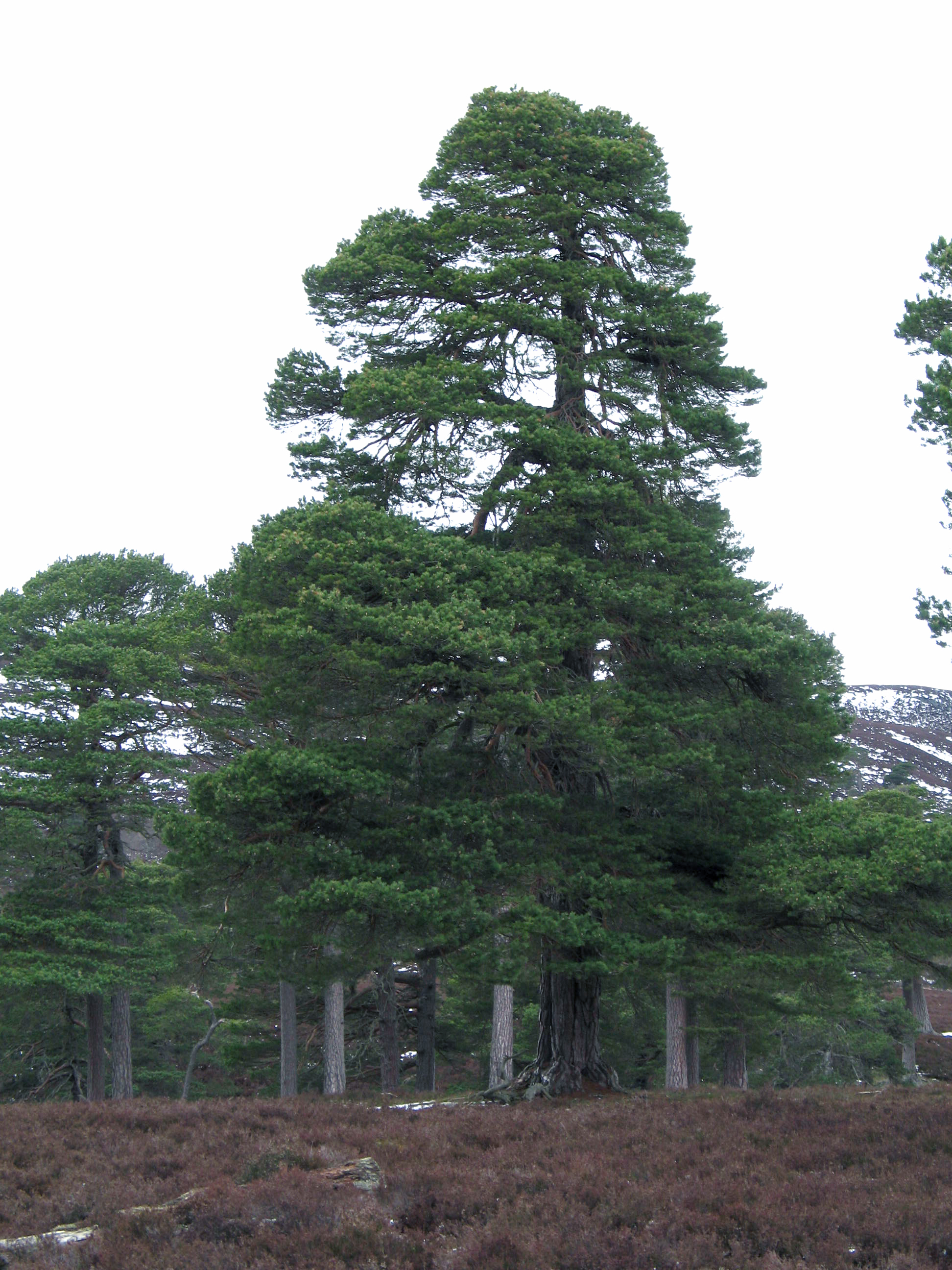
Erdeifenyő (Pinus sylvestris)

Az erdeifenyő-olaj az erdeifenyőből (Pinus sylvestris) nyert illóolaj, amelyet általában víz- vagy vízgőz-desztillációval állítanak elő a növény különböző részeiből, legfőképp a tűleveleiből. Az Európai Gyógyszerkönyvben (amelyen a Magyar Gyógyszerkönyv is alapul) Pini sylvestris aetheroleum néven hivatalos. Megjelenése színtelentől a sárgáig terjedhet; illata jellegzetes, balzsamos, terpentinszerű. Összetételét tekintve többféle vegyületből álló keverék, amelyben leginkább terpének és terpenoidok fordulnak elő.
Az erdeifenyő-olajat leginkább az élelmiszeriparban és a szesziparban használják fel.
Laboratóriumi körülmények között változó hatékonyságú baktérium- és gombaellenes hatását állapították meg, valamint mérsékelt antioxidáns mivoltát.
A legtöbb illóolajat a növény tűlevelei tartalmazzák, de nyerhető ki olaj a hajtásaiból, a tobozaiból, a kérgéből, illetve a fás részeiből is.

## Tulajdonságai
Az Európai Gyógyszerkönyv 10. kiadása az erdeifenyő-olajat a Pinus sylvestris friss tűleveleiből és ágazatából vízgőz-desztillációval nyert illóolajként definiálja. Megjelenésre tiszta, színtelen vagy halványsárga színű folyadék, melynek jellegzetes szaga van.
A Food Chemicals Codex 9. kiadása szerint az erdeifenyő tűlevelének illóolaját vízgőz-desztillációval nyerik ki; az így kapott folyadék színtelen vagy sárga színű, és aromás, terpentines illatú. A legtöbb természetes olajban oldódik, ásványi olajokban pedig szintén oldható némi opálosság megjelenése mellett. Propilénglikolban gyengén oldódik, glicerinben oldhatatlan.
A növény tűleveleiből származó illóolaj illatát erősnek, balzsamosnak, terpentinszerűnek írják le az egyik megjelent publikációban.

## Összetétele

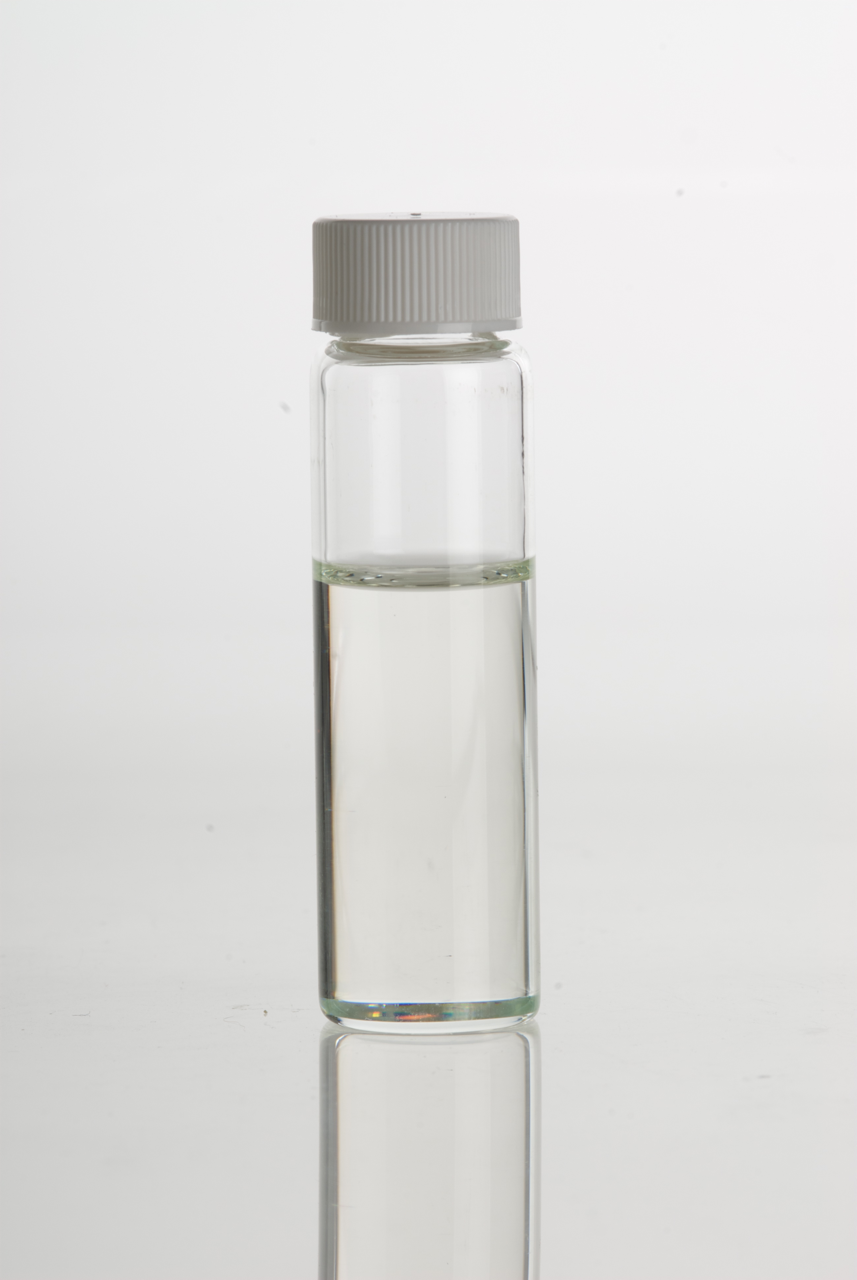
Erdeifenyőből nyert illóolaj

Az erdeifenyő illóolaját alkotó vegyületek legfőképp a monoterpének, monoterpenoidok, szeszkviterpének és szeszkviterpenoidok csoportjába sorolhatók be. A legjelentősebbnek számító összetevő az α-pinén és a δ-3-karén. Általában a növény kétféle kémiai típusát különböztetik meg: a δ-3-karént tartalmazó, és az anélküli kemotípust.
| származási hely                   | növényi rész                | populáció jellege | műszeres analízis típusa | a kinyert olaj főbb összetevői |
| --------------------------------- | --------------------------- | ----------------- | ------------------------ | --- |
| Észtország (Észak-Észtország)     | friss tűlevelek             | vadon termő       | GC-FID + GC-MS           | α-pinén (48,1%), kamfén (10,1%), bornil-acetát (7,6%), δ-3-karén (6,6%), β-pinén (3,5%), β-mircén (3,2%), β-fellandrén (3,0%)                                                                                       |
| Franciaország (Haute-Loire)       | friss gallyak, ágacskák     | vadon termő       | GC-FID + GC-MS           | α-pinén (41,1%), β-pinén (18,4%), borneol (5,1%), δ-kadinén (4,0%), mircén (3,6%), kamfén (3,3%), β-kariofillén (3,1%)                                                                                              |
| Franciaország (Puy-de-Dôme)       | friss gallyak, ágacskák     | vadon termő       | GC-FID + GC-MS           | δ-3-karén (43,4%), α-pinén (22,2%), terpinolén (4,1%), β-kariofillén (3,8%), β-pinén (3,8%), kamfén (3,2%), mircén (3,1%)                                                                                           |
| Görögország (Menoikio-hegység)    | friss gallyak, ágacskák     | vadon termő       | GC-MS                    | β-fellandrén (29,14%), α-pinén (19,44%), β-pinén (17,27%), mircén (14,00%) |
| Kína (Hejlungcsiang tartomány)    | szárított tobozok           | vadon termő       | GC-FID + GC-MS           | aromadendrén (20,2%), α-pinén (18,5%), α-longipinén (10,5%), α-terpineol (5,5%), kariofillén-oxid (3,6%), limonén (3,3%), transz-pinokarveol (3,0%)                                                                 |
| Koszovó (Sharri Nemzeti Park)     | szárított ágak tűlevelekkel | vadon termő       | GC-MS                    | α-pinén (31,87%), β-pinén (9,82%), δ-kadinén (8,60%), germakrén D (5,55%), β-mircén (5,36%), β-kariofillén (5,05%), kamfén (4,74%), limonén (3,46%)                                                                 |
| Lengyelország (Kis-Lengyelország) | szárított rügyek            | vadon termő       | GC-FID + GC-MS           | δ-3-karén (40,15%), α-pinén (12,59%), β-pinén (7,86%), limonén (5,03%), p-cimén-8-ol (3,50%) |
| Lengyelország (Kis-Lengyelország) | szárított tűlevelek         | vadon termő       | GC-FID + GC-MS           | α-pinén (33,26%), δ-kadinén (10,00%), δ-3-karén (8,78%), α-kadinol (5,17%), kamfén (4,98%), germakrén-4-ol (3,26%)                                                                                                  |
| Litvánia (Észak-Litvánia)         | friss tűlevelek             | vadon termő       | GC-FID + GC-MS           | α-pinén (30,8%), δ-3-karén (25,5%), β-kariofillén (4,3%), epi-α-muurolol + α-muurolol (3,8%), α-kadinol (3,7%), kamfén (3,5%)                                                                                       |
| Litvánia (Észak-Litvánia)         | szárított tűlevelek         | vadon termő       | GC-FID + GC-MS           | α-pinén (15,1%), δ-3-karén (14,0%), β-kariofillén (5,7%), epi-α-muurolol + α-muurolol (5,0%), α-kadinol (4,6%), δ-kadinén (3,3%), kamfén (3,1%)                                                                     |
| Mongólia (Bayanzürkh-hegység)     | szárított tűlevelek         | vadon termő       | GC-FID + GC-MS           | α-pinén (29,87%), limonén + β-fellandrén (16,15%), δ-kadinén (4,95%), kamfén (4,95%), bornil-acetát (4,34%), β-pinén (3,88%)                                                                                        |
| Oroszország (Tengermelléki járás) | friss lombrészek            | vadon termő       | GC-MS                    | 13(16),14-labdien-8-ol (34,69%), α-kadinol (17,15%), δ-3-karén (9,27%), δ-kadinén (8,73%), α-pinén (4,95%), germakrén D (4,54%), β-fellandrén (4,01%), germakrén B (3,96%)                                          |
| Szerbia (Tara-hegy)               | friss tűlevelek             | vadon termő       | GC-FID + GC-MS           | α-pinén (41,9%), δ-kadinén (6,0%), (E)-kariofillén (6,0%), kamfén (4,7%), δ-3-karén (3,6%), β-pinén (3,2%), germakrén D (3,0%)                                                                                      |
| Szlovákia (Nyitra városa)         | friss tűlevelek             | vadon termő       | GC-FID + GC-MS           | karvon (21,25%), α-pinén (18,77%), α-fellandrén (15,26%), bornil-acetát (5,72%), terpineol (4,41%), α-bizabolol (3,51%), β-pinén (3,46%)                                                                            |
| Törökország (Bartın tartomány)    | friss tobozok               | vadon termő       | GC-MS                    | 18-norabieta-8,11,13-trién (15,78%), α-pinén (14,76%), kariofillén-oxid (12,58%), dehidroabietal (7,12%), abieta-8,11,13-trién (5,20%), 19-norabieta-8,11,13-trién (4,75%), norabieta-4(18),8,11,13-tetraén (4,59%) |
| Törökország (Bolu városa)         | szárított gallyak, ágacskák | vadon termő       | GC-FID + GC-MS           | α-pinén (50,4%), β-kariofillén (10,8%), szandarakopimarinal (6,7%), β-pinén (3,9%) |
| Törökország (Bolu városa)         | szárított tűlevelek         | vadon termő       | GC-FID + GC-MS           | α-pinén (39,1%), germakrén D (16,1%), β-pinén (15,6%), β-kariofillén (8,6%) |

## Felhasználása
Az erdeifenyő tűleveléből nyert illóolajat felhasználják pékáruk, fagyasztott tejtermékek, zselatinok, pudingok, puha- és keménycukorkák, alkoholos és alkoholmentes italok gyártása során.

## Farmakológiai hatásai
Az erdeifenyő illóolajának baktériumellenes hatásával több kutatásban is foglalkoztak. A kísérletek során mérsékelt, közepes, illetve jelentős antibakteriális hatást mértek.
Gombafajok elleni aktivitásával szintén foglalkozott több publikáció is, melyekben mérsékelt, közepes, illetve jelentős antifungális hatást mértek in vitro körülmények között.
Az erdeifenyőből nyert illóolaj antioxidáns hatás tekintetében mérsékelt, illetve közepes hatást mutatott fel.